# Кудо
Кудо (яп. 空道) или дайдо дзюку, дайдо джуку (яп. 大道塾) — современное полноконтактное боевое единоборство, созданное в 1981 году мастером восточных единоборств Адзумой Такаси на основе его знаний о карате кёкусинкай, дзюдо, тайском боксе.
В настоящий момент кудо — это динамично развивающийся вид спорта, признанный в Российской Федерации и других странах мира, включающий в себя элементы и технические приемы из арсенала карате, дзюдо, английского и тайского бокса, а также других видов боевых единоборств.
Кудо как вид единоборств является кандидатом на включение в Олимпийские виды спорта.

## Вид спорта кудо
В соответствии с пунктом 1 Приказа Министерства Спорта Российской Федерации № 47187 от 09.06.2017 г. кудо является признанным в Российской Федерации видом спорта, которому присвоен код 1430001411Я.
До июня 2017 года кудо также было признано в Российской Федерации, но как дисциплина Вида спорта «Восточное боевое единоборство», который включал (включает) в себя ещё несколько дисциплин: кобудо, сётокан, сито-рю, вьет во дао.
Учитывая, что кудо в России признано как самостоятельный вид спорта, спортсмены, судьи и тренеры, выполняющие квалификационные нормативы ЕВСК, квалифицируются на спортивные и мастерские разряды, судейские и тренерские категории в соответствии с действующими нормативными актами Министерства Спорта Российской Федерации. При этом, по общему правилу, стилевая квалификация по КУДО (кю и дан) спортсменов, судей и тренеров и их квалификация по спортивным разрядам, спортивным категориям и званиям не привязаны друг к другу. Одновременно с этим присвоение мастерских званий и всероссийских категорий производится по согласованию с Федерацией КУДО России. До июня 2017 года спортсмены и судьи квалифицировались по спортивным разрядам и категориям по виду спорта «Восточное боевое единоборство».
В Российской Федерации, как правило, высшие учебные заведения при приеме на 1 курс, учитывают спортивные достижения абитуриентов, предоставляя от 5 до 10 дополнительных баллов к общему количеству баллов, лицам имеющим спортивные разряды КМС России и выше.

## Общие сведения

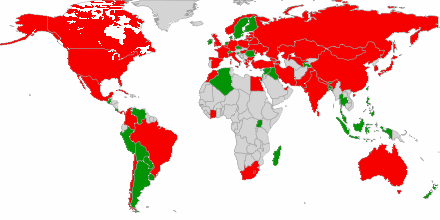
Схема распространения кудо в мире

После появления в 1981 году нового стиля карате японские журналисты прозвали его «сверхреалистичным», «яростным». Назывался он тогда «Дайдо Дзюку Карате-до». Основатель стиля, японец Адзума Такаси, по образованию философ, и название несет в себе ещё один смысл, созвучный старинной китайской мудрости: «Нет ворот что выводят на Великий путь. Каждый должен построить их в своем сердце и идти к совершенству собственной дорогой, чувствуя эту жизнь в каждом вздохе, преодолевая свои боль и страх, с верой в душе и голой правдой на устах. Как моря омывают сухие берега, оживляя все, к чему касается рука». В 1991 году Адзума Такаси допустил до участия в соревнованиях российского спортсмена — Юрия Пирогова, тем самым открыв для России, а затем и всего мира свой универсальный стиль.

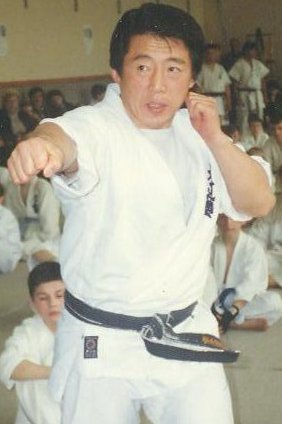
Адзума Такаси

В 2001 году стиль получил своё новое название — «кудо». И в этот раз философ Адзума вложил в название не один дополнительный смысл: дословный перевод наименования «кудо» — «путь открытого сердца» или «путь в пустоте». На самом деле философия пустоты — один из самых важных аспектов японских единоборств. «Кара» в слове каратэ — пустой, «ку» — тоже пустота или пространство. В этом названии и преемственность и развитие нового.
Решение о переименовании было принято по нескольким обстоятельствам, важнейшие из которых — желание Международной федерации кудо войти в олимпийское движение как самостоятельный вид спорта и выделиться из стилей карате-до, так как олимпийские организации видят карате только как бесконтактную технику. Этим шагом были сняты разногласия среди последователей стиля в России по поводу правильной транскрипции названия: «Дзюку» или «Джуку».
Не отрекаясь от корней, сегодня можно сказать, что кудо — это уже не карате. Это новый вид спорта, со своими правилами, системой подготовки, занявший определённую нишу в ряду единоборств. Одним из главных отличий кудо от карате является отсутствие ката. Вместо них в кудо практикуется отработка ударов и их комбинаций, бросковой и борцовской техники в паре с партнером, как правило, с использованием лап и макивар.

## Правила

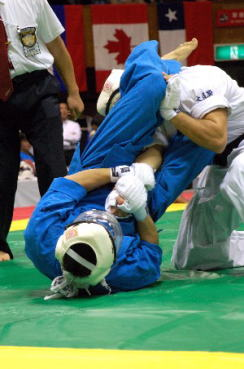
Борьба в партере в поединке кудо

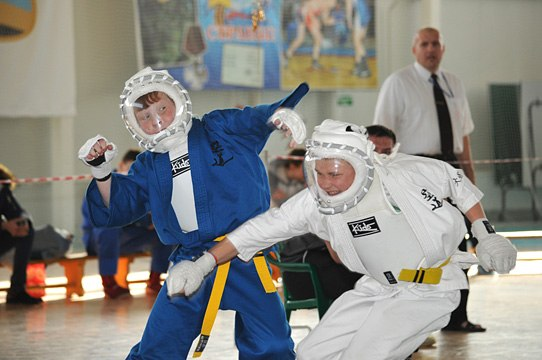
Поединок по правилам кудо среди юношей

Соревнования по кудо проходят в четырёх возрастных категориях: дети, или, как их называют среди спортсменов, «фестивальщики» (до 12 лет), юноши/девушки (12-13, 14-15 лет), юниоры/юниорки (16-17 лет), мужчины/женщины (18 лет и старше). Также согласно некоторым положениям о турнирах возможны специальные возрастные категории — «ветераны» (35 лет и старше).
Правила кудо можно разделить на три вида: Официальные правила кудо (утверждённые руководством KIF, по которым проходят все официальные соревнования), Ограниченные правила кудо (по которым, как правило, проводятся турниры в специальных возрастных категориях «Ветераны»), Профессиональные правила кудо (экспериментальные правила, по которым, к примеру, проводился KUDO Challenge 2013). Также в некоторых регионах России проводятся турниры по кудо в обособленном разделе «Цуками», в котором поединок начинается в захвате по команде «Грэб». В данном разделе исключены основные удары руками и ногами, оставлены лишь удары локтями и коленями, которые разрешено наносить лишь в захвате. Если поединок не переходит в партер в течение 10 секунд — он останавливается. Действия бойцов оцениваются по общим правилам кудо. Также некоторые регионы и клубы проводят турниры по унифицированным правилам «Борьба кудо», где поединок проходит только в партере без ударов, при этом разрешены как удушающие, так и болевые приемы.

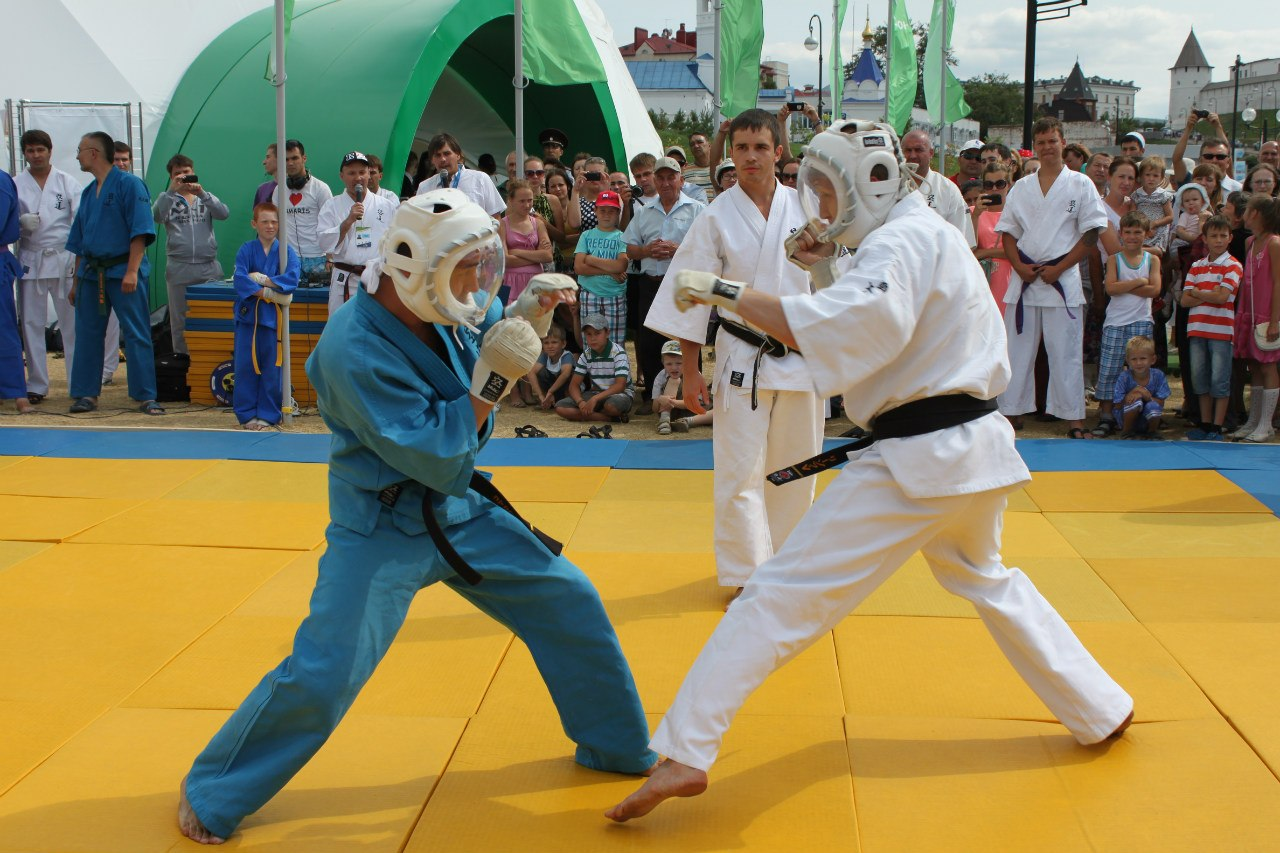
Экипировка на соревнованиях среди взрослых спортсменов

Общими правилами соревнований кудо разрешены почти все приемы борьбы (см. ниже), а также удары руками, ногами, коленями, локтями и головой во все части тела, за исключением спины, горла, затылка и в суставы на излом. В чемпионатах по кудо в Японии разрешены удары в пах при разнице категорий спортсменов более чем 20 единиц. Вместе с этим по международным правилам кудо, при разнице между бойцами в 20 единиц, им запрещается наносить удары в положении «цуками»..
Поединок длится три минуты (у юношей, юниоров и женщин — поединок длится 2 минуты), в течение которых разрешены два перехода на борьбу в партере (по 30 секунд (20 секунд у юношей и юниоров) каждый).
В ходе поединка также разрешено неограниченное число раз входить в клинч (захват в стойке — «цуками»), но не более чем на десять секунд. В партере разрешены боковые удары, болевые и удушающие приемы. В юношеских и юниорских категориях удары в партере запрещены. Добивание в голову сверху запрещено, но обозначение добивания (кимэ) оценивается судьями. Добивающий должен иметь доминирующую позицию — либо в позиции «маунт», либо осуществлять полный контроль над соперником из положениям «чугоси-дачи».
Одной из важнейших особенностей кудо является использование во время поединка защитного шлема — с самого начала это был шлем марки «SuperSafe» (аналогичный тому, который используется в косики-карате), в конце нулевых годов в Японии, а затем и в России обязательным к использованию стал шлем марки «Neo Head Gear». Женщины, дети и юниоры должны использовать кирасу (плотный защитный нагрудник), которая защищает большую часть корпуса, а также юноши и юниоры обязаны надевать щитки на руки и голень. Все спортсмены должны использовать тонкие войлочные накладки на руки — кенто-сапоты, которые защищают кисть от порезов и сечек при ударе о пластиковую маску шлема, но не гасят силу удара.
Обязательными элементами являются бинты на руки (1,5 метра), бандаж на пах и капа. Вместе с этим, вся защитная амуниция, используемая в поединках на официальных соревнованиях по кудо, должна быть сертифицирована Kudo International Federation. Данный аспект включен для того, чтобы спортсмены выходили на поединок при общих равных условиях и соревновались в технике ведения поединка и физической подготовке, а не в качестве защитной амуниции.
Щитки на голень и кираса надеваются под кудоги, так как во время поединка соперники выполняют захваты, и наличие защиты поверх кудоги может или нанести травму атакующему или помешать выполнить захват.
Вместе с этим, кираса кудо в несколько раз легче и мягче, чем кирасы, применяемые, к примеру, в тхэквондо или кобудо, что при правильном надевании не препятствует активным действиям в партере.
Отличительным фактом является то, что на соревнованиях всех уровней бойцам запрещается приветствовать другу друга так называемым встречным ударом кулак в кулак. За данные действия оба бойца незамедлительно получают хансоку (предупреждение за нарушение).

## Присвоение оценок и определение победителя[9]

### Оценка «кока»
Оценка Кока приравнивается к 1 баллу и выносится в следующих случаях:
- Эффективная атака в голову: Спортсмен не находится в нокдауне, но его голова дернулась и он может упасть (сильно пошатнулся)
- Спортсмен потерял равновесие.
- Судьи считают, что удар/атака/техника могли нанести существенный ущерб в случае отсутствия защиты.
- Кока дается за эффективную атаку в корпус и ноги. Даже если спортсмен не находится в нокдауне, нетрудно заметить явный ущерб, например, он держится за живот, волочит за собой ногу и т. д.
- Кока за сильный и быстрый бросок с амплитудой, который по мнению судей мог бы нанести существенный ущерб при отсутствии матов. Бросок с амплитудой значит, что после него бросающий не теряет равновесия и остаётся в стойке.

- Кока за Киме.

### Оценка «юко»
Оценка Юко приравнивается к 2 баллам и выносится в следующих случаях:
- Спортсмен находится в нокдауне менее 2 секунд (в зависимости от степени тяжести повреждений может быть вынесена оценка Кока)
- Даже если спортсмен не находится в состоянии нокдауна, он не показывает желания продолжать поединок от 2 до 4 секунд. (в зависимости от степени тяжести повреждений может быть вынесена оценка Кока)
- Спортсмен не находится в нокдауне и не уклоняется от боя, но была проведена эффективная продолжительная атака в голову и верхний уровень от 2 до 4 секунд без ответных действий.
- Спортсмен не находится в нокдауне и не уклоняется от боя, но после объявления судьёй оценки Кока, если были подняты 3 флажка, он падает в нокдаун, либо убегает с площадки, повернувшись спиной.

### Оценка «вазари»
Вазари приравнивается к 4 очкам и присуждается в следующих случаях :
- Спортсмен находится в состоянии нокдауна от 2 до 4 секунд.
- Даже если спортсмен не находится в состоянии нокдауна, он не желает продолжать бой от 4 до 6 секунд.
- Даже если спортсмен не находится в состоянии нокдауна, и не уклоняется от боя, была проведена эффективная и продолжительная атака в голову и верхний уровень более 4 секунд, но менее 6.
- Даже если спортсмен не находится в состоянии нокдауна и не уклоняется от боя, после того, как судья вынес оценку «Юко», подкрепленную 3 флажками боковых судей, он упал в нокдаун либо убегает за татами, повернувшись спиной.

### Оценка «иппон»
Иппон приравнивается к 8 баллам и присуждается в следующих случаях:
- Противник находится в нокдауне 4 секунды и более.
- Противник не находится в нокдауне, но не выражает желания продолжать бой 6 секунд и более.
- Противник не находится в нокдауне, и не выражает нежелания продолжать бой, но получил одностороннюю эффективную продолжительную атаку в голову в течение 6 секунд и более и не наносит ответных ударов.
- Противник не находится в нокдауне, и не выражает нежелания продолжать бой, но после объявления оценки Вазари падает в нокдаун или убегает с татами, повернувшись спиной.
- В результате эффективного удушающего или болевого приема спортсмен сдается и произносит слово «Маита» или «Стоп», или похлопывает рукой по татами, себе или сопернику по крайней мере дважды, либо теряет сознание.
- Спортсмен набирает 8 баллов посредством оценок «вазари», «юко», «кока» и «хансоку».

### Определение победителя
Результат матча определяется по одной из трёх нижеследующих форм, и является единогласным решением большинства судей (3 из 5)
1) Досрочная победа (иппон-гати). Досрочная победа также возможна, если спортсмен заработал 8 баллов, получив оценки Юко, Кока, Вазари и за счет штрафных баллов соперника (хансоку)
2) Победа, присуждённая принятием решения а) Если один из спортсменов побеждает по счёту, учитывая, что оценки суммируются в виде баллов, «вазари» — 4 балла, «юко» — 2 балла, «кока» — 1 балл, «хансоку 1» — 1 балл противнику, и победитель определяется по разнице баллов. б) Судьи принимают решение на основании хода и содержания поединка.
3) Победа, присужденная из-за дисквалификации или снятия соперника
Примечание: Решение, основанное на оценках, принимается в пользу спортсмена, имеющего большее количество баллов, включая Хансоку. В случае равного счета побеждает спортсмен с большим приоритетом оценки (вазари ＞ юко ＞ кока). Приоритет оценки называется «бо́льшим баллом».
В случае, если нет очевидной разницы в оценках у обоих бойцов, решение принимается в следующем порядке:
- Превосходство в ударной технике.
- Превосходство в бросках (за броски в кудо не даются оценки. Исключение — если был проведён амплитудный бросок, при котором бросающий остался на ногах)
- Превосходство борьбы в партере.
- Превосходство в активности. Предпочтение отдаётся бойцу, который активен в течение всего времени поединка или во второй половине.

Причём именно в таком порядке. На превосходство в бросках судьи смотрят только, если спортсмены равны в ударной технике, превосходство в партере учитывается только если спортсмены равны и по ударной технике и по броскам, и так далее.
Превосходство в ударной технике подразумевает под собой количество чистых попаданий (преимущественно в область головы), но недостаточно акцентированных, чтобы дать за них оценку Кока.
Балльная система была введена в правила кудо только летом 2017 года.

## Категории в кудо
В кудо на соревнованиях используют не традиционные весовые категории, а коэффициенты силы, измеряемые в единицах, складывающиеся по формуле «Рост+вес=Единицы КС».
Юноши (12-13 лет):
190 единиц, 200 единиц, 210 единиц, 220 единиц, 230 единиц, 240 единиц, 250 единиц, 250+ единиц.
Девушки (12-13 лет):
200 единиц, 200+ единиц.
Юноши (14-15 лет):
190 единиц, 200 единиц, 210 единиц, 220 единиц, 230 единиц, 240 единиц, 250 единиц, 250+ единиц.
Девушки (14-15 лет):
200 единиц, 200+ единиц.
Юниоры (16-17 лет):
220 единиц, 230 единиц, 240 единиц, 250 единиц, 260 единиц, 260+ единиц.
Юниорки (16-17 лет):
Абсолютная категория.
Мужчины (18 лет и старше):
230 единиц, 240 единиц, 250 единиц, 260 единиц, 270 единиц, 270+ единиц.
Женщины (18 лет и старше):
Абсолютная категория.

## Судейство

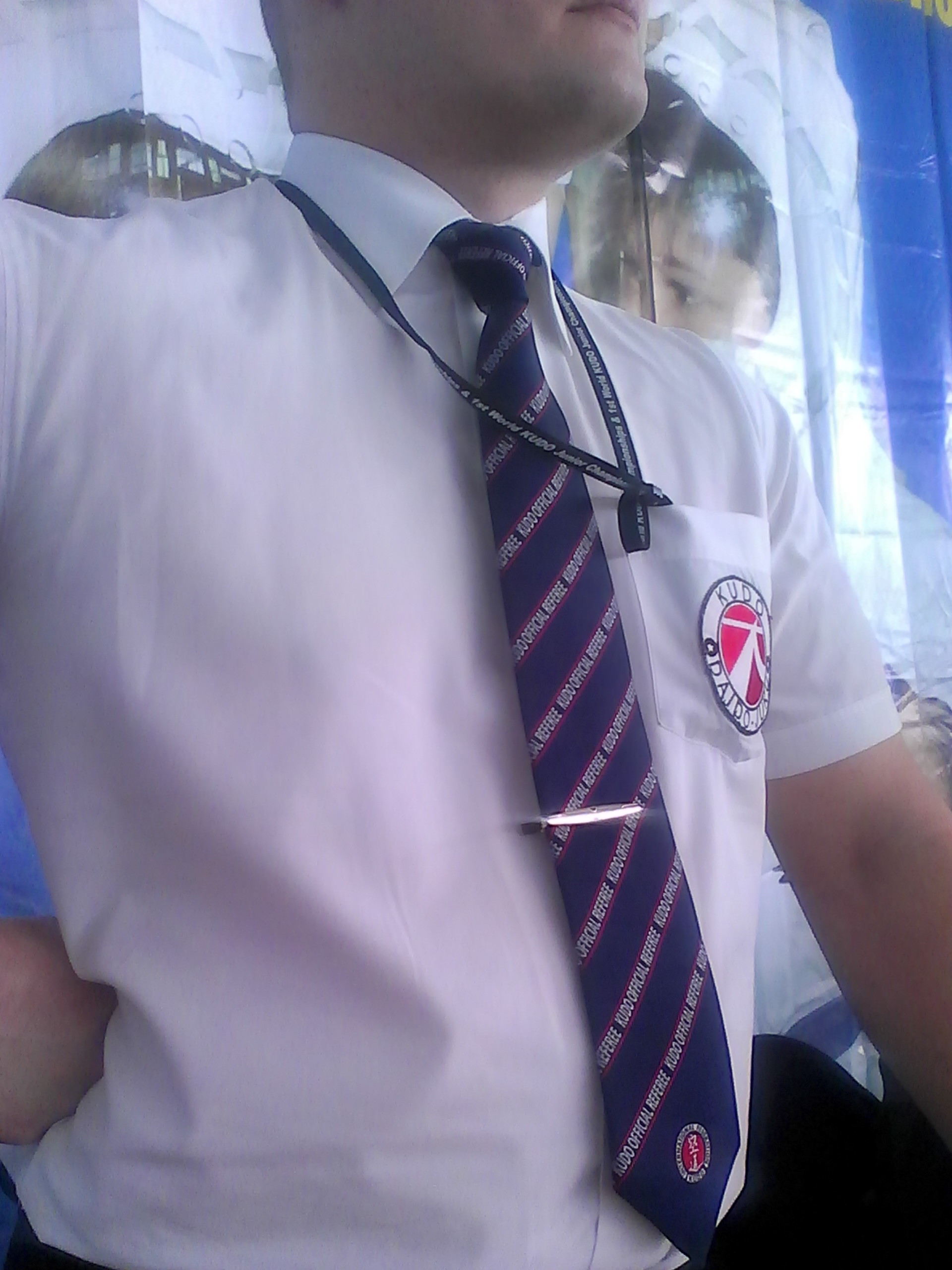
Галстук судьи международной категории по кудо

Для обеспечения проведения поединков по правилам кудо формируются судейские бригады, состоящие из следующих судей:
Рефери — сюсин. Находясь на татами, руководит ходом боя и дает оценку приёмов и действий спортсменов, используя свисток, установленные жесты и термины.
Главный боковой судья — фукусюсин и три боковых судьи — фукусин. Во время поединка вместе с рефери находятся на татами (на стульях по 4 углам), контролируют действия спортсменов, дают оценку приёмов и действий спортсменов, используя при этом свисток, флажки и установленные жесты.
Каждый из судей следит за тем, чтобы спортсмены вели поединок по правилам и вместе с этим судьи обеспечивают их безопасность. Один из боковых судей (главный боковой судья) является заместителем рефери, помогает рефери, контролирует ход поединка, в случае необходимости является единственным, кто может показать ничью.
Судья-секундометрист — Находится за столом руководителя татами. Имеет в своём распоряжении гонг, основной и дополнительный секундомеры. Производит отсчёт и фиксирует время боя и его этапов (положения «партер», сообщая рефери по прошествии 5 секунд в положении партера, тем самым фиксируется проведённая попытка партера и «цуками», исходя из команды рефери, секундометрист должен осуществлять обратный отсчёт, начиная с пятого счёта, используя японскую терминологию), подаёт сигнал о начале и об окончании боя и его этапов.
Оператор табло — фиксирует на табло по ходу боя оценки технических действий спортсменов, нарушений правил.
Секретарь — находится за столом и последовательно записывает оценки технических действий, замечаний и предупреждений, ведёт протоколы хода соревнований, документацию, объявляет бойцов для выхода на татами.
Судьи на татами также имеют специальную форму: индивидуальный свисток, флажки синего (ао) и белого (сиро) цвета (для боковых судей), черные брюки, белая рубашка с коротким рукавом, тёмно-бордовый галстук. Рефери, кроме того, на правой руке имеет синий (ао), а на левой (сиро) белый напульсники. Судьи, имеющие международную категорию вправе носить фиолетовые галстуки в бордовую полоску. Судьи, как и бойцы, выходят на татами босиком.

### Голосовые команды сюсина (рефери)
Все нижеприведенные команды сопровождаются специальными жестами.
Большинство команд обращены не к бойцам, а к судье-секундометристу и судье на табло.
Перед началом поединка:
 — Дзикан! (команда для секундометриста для начала отсчёта контрольного времени для выхода бойца на татами после объявления его фамилии)
 — Ао! Сиро! Моку-рэй! (стоя на краю татами, рефери жестами указывает на бойцов в синем и белом кудоги, призывая их выполнить поклон перед выходом на татами)
 — Этюо! (рефери приглашает бойцов занять позиции на середине татами)
 — Сёмэн-ни рэй! (выполнить поклон в сторону сёмэн — в контексте соревнований — стол судьи)
 — Сюсин-ни рэй! (выполнить поклон рефери)
 — Тагай-ни рэй! (выполнить поклон друг другу)
 — Камаэ-тэ! (принять боевую стойку)
 — Хадзимэ! (Начать поединок)
По ходу поединка:
 — Цуками! (команда для секундометриста для отсчета 10 секунд в связи с переходом бойцов в поединок в захвате)
 — Кэйдзи! (команда для секундометриста для отсчета времени нахождения бойцов в партере)
 — Граундо сирицу! (Граунд!)(команда для секундометриста, что попытка борьбы засчитана)
 — Дзикан-стоп! (команда для секундометриста для остановки времени поединка для технических нужд)
 — Матэ! (Матэ этюо!) (команда для бойцов для остановки действий и возвращения на центр татами)
 — Ао (сиро) кока (юко, вадза-ари) (команда для судьи на табло о получении одним из бойцов оценки)
 — Ао (сиро) хансоку ити (ни, сан, си-сикаку) (объявление бойцу замечания № 1, 2, 3, дисквалификация)
 — Дзюкко! (продолжить поединок)
 — Ямэ! (команда для бойцов об окончании поединка)
 — Фукусин! Хантэй онэгайсимасу! (призыв к боковым судьям определить победителя поединка)
 — Ао (сиро) кока (юко, вадза-ари) но гати! (объявление победителя в виду преобладания в очках)
 — Ао (сиро) иппон-гати! (объявление победителя в виду «чистой победы»)
 — Ао (сиро) юсэй-гати! (объявление победителя по решению боковых судей)
 — Сиай дзокку фукано Ао (Сиро) (объявление победителя в виду невозможности второго бойца продолжать поединок)
 — Хикивакэ! (Объявление ничьи)
 — Маватэ сэйдза! (Команда для бойцов развернуться спиной друг к другу и сесть в пределах своих зон в ожидании начала дополнительного времени или решения технических вопросов)
 — Таттэ! (команда для бойцов встать)
По окончании поединка:
 — Сёмэн-ни рэй! (выполнить поклон в сторону сёмэн — в контексте соревнований — стол судьи)
 — Сюсин-ни рэй! (выполнить поклон рефери)
 — Тагай-ни рэй! (выполнить поклон друг другу)
 — Аку-сю! (призыв пожать руки)
 — Сагаттэ! (команда для бойцов покинуть пределы татами)
 — Рэй! (команда для бойцов выполнить поклон)

## Кудоги
На занятиях и соревнованиях по кудо спортсмены не носят доги (кимоно) чёрного, красного, зелёного, с полосами или других цветов. Тренировочные кимоно — «доги» носят только белого и синего цветов. На левой стороне куртки располагаются иероглифы, обозначающие «кудо», на левом рукаве — иероглифы «дайдо-дзюку» (яп. 大道塾). В ФКР допускается ношение эмблемы школы (клуба) на правом рукаве доги. Крой доги в кудо несколько отличается от используемого в карате: у куртки рукава укороченные и не длиннее локтя, а брюки имеют длину до пола и значительную ширину. На официальных соревнованиях ФКР (от чемпионатов/первенств федеральных округов и выше) бойцы могут выходить на татами исключительно в сертифицированных KIF кудоги производства «Kudo Wear» (см. иллюстрации).
На соревнованиях один из бойцов одевается в кудоги синего цвета, другой — в белое кудоги. До введения данного правила, бойцы разделялись между собой по цвету шлема (красный/белый). Во время аттестационных экзаменов на кю/даны аттестуемый облачается в белое доги, а экзаменаторы и их ассистенты облачаются в кудоги утверждённого положением об аттестации цвета.

## История развития кудо в России

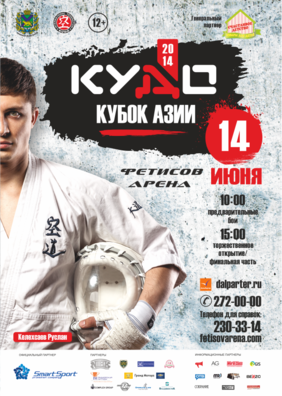
Афиша Кубка Азии по кудо

В 1991 году во Владивостоке открылась первая в России секция дайдо-дзюку карате-до. Основатель стиля, Адзума Такаси, посетил Москву, после чего там было открыто зарубежное отделение Федерации кудо. 7 июля 1994 года Управлением юстиции Москвы была зарегистрирована «Московская Федерация Дайдо Дзюку Карате-до».
В мае 1994 года в Москве был организован и проведён «Кубок Москвы», первый в России международный турнир по Дайдо Дзюку. Первая победа российских спортсменов в Японии состоялась в 1996 году, Алексей Кононенко занял 1-е место в своей весовой категории. В 1997 россияне привезли из Японии две золотые медали (Александр Весельчаков и Алексей Кононенко), однако после этого все чемпионаты Японии по кудо стали закрытыми для иностранцев. В 2004 году была учреждена Федерация кудо России. С 2001 года проводится официальный чемпионат России по кудо, в том же году российские спортсмены заняли две золотые, три серебряные и две бронзовые медали. Российские кудоисты возглавили судейскую бригаду на 2-м международном турнире «Открытый Кубок стран Балтии», который прошёл в 2003 году и собрал спортсменов из России, Японии, стран Балтии, Азербайджана, Италии, Германии и Польши.
«Восточное боевое единоборство кудо» было внесено в Единый государственный классификатор в 2006 году, а поединки по коэффициентам кудо внесены во Всероссийский реестр видов спорта приложением № 1 к приказу Председателя Росспорта от 17 июля 2003 г. № 560.
Российские спортсмены заняли первое командное место на втором чемпионате мира, завоевав три золотые медали (Ирина Быкова в абсолютной категории, Шамхал Керимов в категории до 250 ед. и Иван Решетников, категория до 260 ед.), три серебряные (Людмила Родионова, абсолютная категория, Василий Шарапов в категории до 250 ед. и Иван Горбатюк в категории до 260 ед.) и три бронзовые (Максим Леоновец, до 230 ед., Андрей Стаценко, до 240 ед. и Денис Жильцов, до 240 ед.). С 2008 года проводится новый общероссийский турнир по кудо — Кубок России. В том же году на втором чемпионате Европы по кудо российские бойцы Алексей Харитонов и Анатолий Филиппов получают бронзовые и золотые медали, соответственно. На 3-м чемпионате мира в 2009 году сборная России взяла все первые места во всех семи категориях, а Эдгар Колян был признан лучшим бойцом турнира.
I-й кубок мира по кудо прошёл в 2011 году в Москве. 13 января 2013 года Роман Анашкин аттестовался на 6 дан кудо, став первым неяпонцем, получившим такую степень. На Летней Универсиаде 2013 года Федерация кудо России провела демонстрационные мероприятия, направленные на популяризацию кудо. 1 декабря 2013 года в Москве состоялся первый международный турнир «KUDO CHALLENGE 2013» в абсолютной категории, победителем которого стал Алексей Харитонов.
14 июня 2014 года во Владивостоке проведён I Кубок Азии по кудо, на котором российские спортсмены получили I и II места во всех категориях, и лишь в двух отдали бронзу представителям Японии и Кореи. В 2017 году на Кубке мира по кудо в индийском городе Мумбаи обладателями кубка мира стали: Эдгар Колян 230 единиц; Игорь Пермин 250 единиц; Адам Халиев 260 единиц; Марат Алиасхабов 270+ единиц. Серебро в категории 240 единиц завоевал Гегам Манавазян. Бронзу взяли Константин Караульных 270 единиц и Светлана Потокова (абсолютная женская категория).

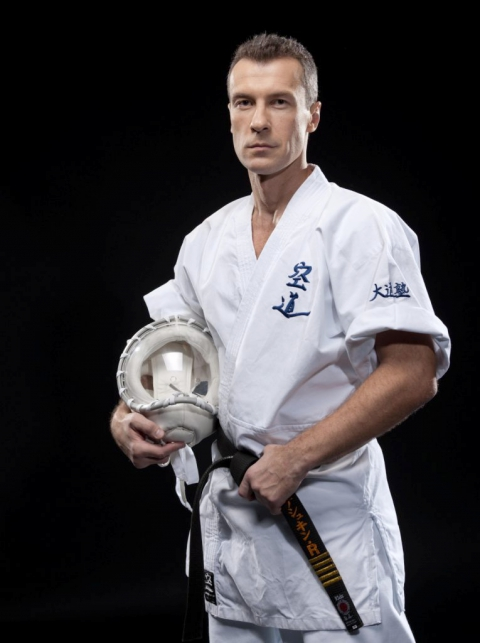
Роман Анашкин
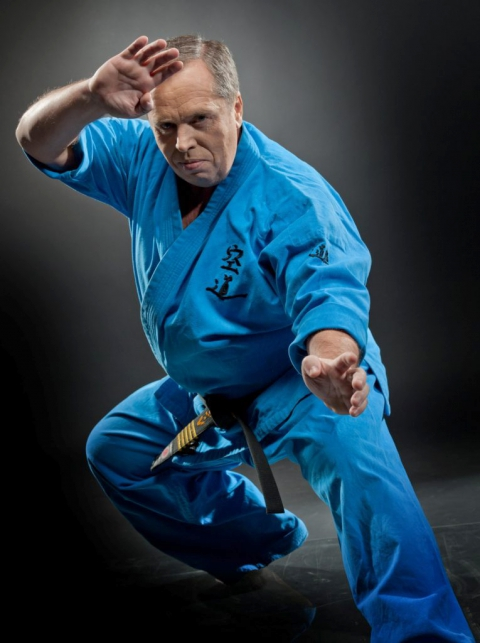
Владимир Зорин
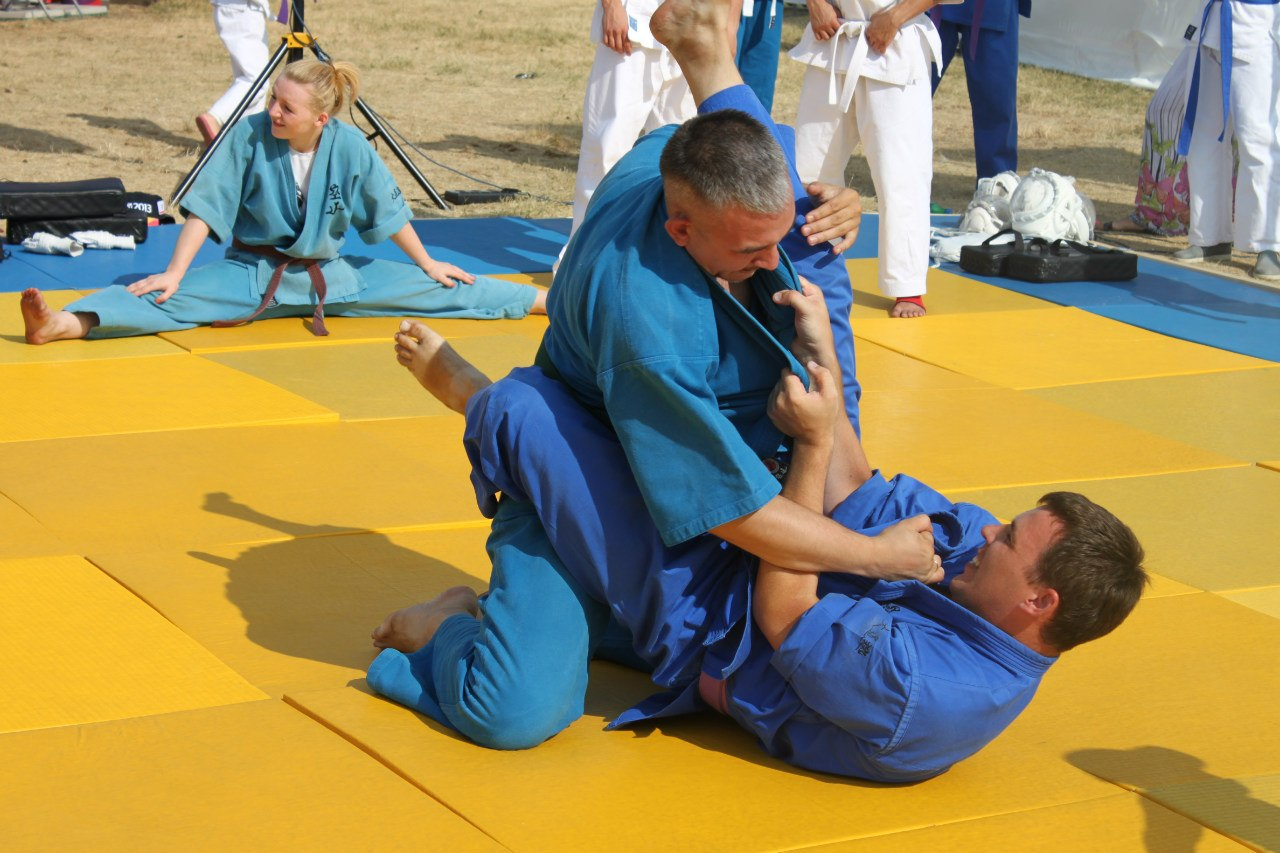
Демонстрационное выступление на Универсиаде
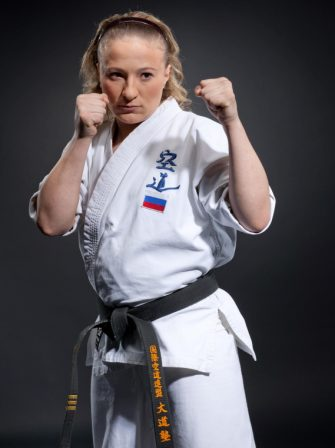
Ирина Быкова
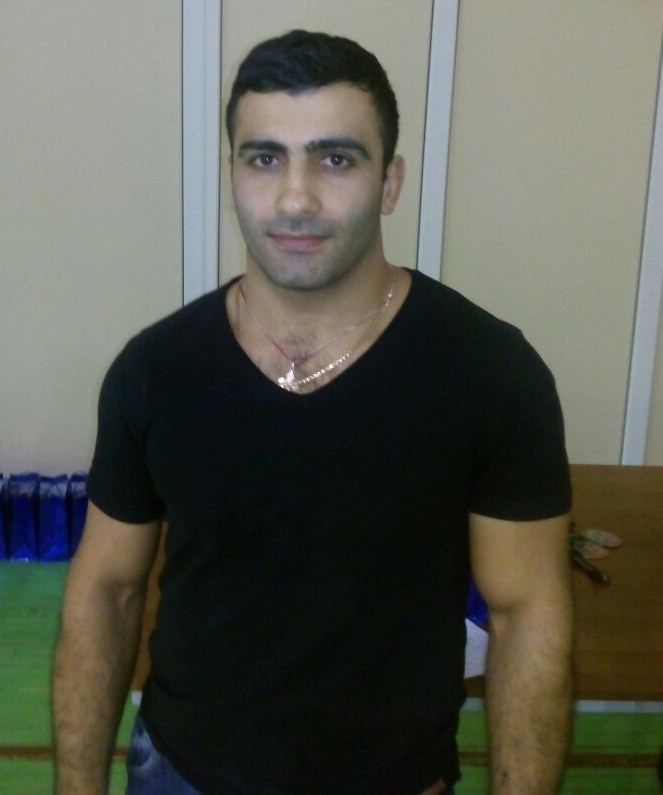
Эдгар Колян

26 июня 2017 года кудо было признано самостоятельным видом спорта в Российской Федерации.

## Тренировочный процесс
Порядок проведения тренировок по кудо обусловлен спецификой данного единоборства по сравнению с другими видами боевых искусств, а также разрешенными приемами ведения поединка и правилами соревнований. Например, в отличие от дзюдо, в котором ударная техника в боях отсутствует и изучается только в виде ката, в кудо не практикуется отработка приемов и техник, которые не используются в поединках. И наоборот, в отличие от айкидо, в котором нет спаррингов, в программу тренировки по кудо, как правило, обязательно входят спарринговые отработки; в отличие от ушу-саньда, где не разрешена борьба в партере, в кудо обязательно отрабатываются приёмы такой борьбы и т. д.
Хотя в кудо принята единая система тренировок, порядок их проведения может варьироваться в зависимости от различных факторов, основными из которых являются цель тренировки (отработка ударной техники, или же борцовской, бросковой), контингент занимающихся (ученики-любители или спортсмены, участвующие в соревнованиях). Обычно схема тренировки по кудо соответствует порядку проведения аттестации и строится примерно следующим образом:
- Разминка, разогрев. Обычно производится во время бега по кругу зала[31], изредка — при построении группы учеников в колонны. Может сопровождаться физическими упражнениями (например, отжиманиями).
- Растяжка[32].

- Некоторые или все нижеперечисленные упражнения:
  - различные упражнения на «функционал» (эстафетный бег, работа с различными гимнастическими снарядами, силовые упражнения в парах и прочее);
  - «кихон» — техника нанесения основных ударов, используемых в кудо, руками и ногами[33] ;

- - упражнения в парах[34] — отработка ударной техники (связок ударов[35], защитных действий) с применением лап, макивар, бросковой[36] и (или) борцовской техники, а также работа с мешками или грушами.

- Спарринги[37]. Могут проводиться с различными ограничениями, например, без бросков, или без борьбы, без шлема).

- Физические упражнения (общая физическая подготовка) — базовыми в кудо являются отжимания на кулаках, упражнения на укрепление мышц пресса и выпрыгивания вверх из приседа[29].

В России большинство команд и названий приёмов произносятся тренером на русском языке, однако при этом счёт (например, физических упражнений), приветствия в начале и по окончании тренировки, а также некоторые другие команды, в том числе во время спаррингов, произносятся на японском языке.

## Додзё кун кудо
Додзё кун — клятва, даваемая учениками кудо в начале и/или в конце тренировки.
В русском переводе имеется несколько вариантов Додзё кун, но в принципе отражающих общий смысл, клятвы.
Вариант № 1

Клянёмся, что через учение кудо мы будем воспитывать силу духа и тела, гармонично развиваться, достигать мастерства!

Клянёмся стать настоящей личностью, внести вклад в развитие общества!

Вариант № 2

Через учение кудо мы стремимся стать сильными душой и телом, приобщиться к культуре, развить свои интеллектуальные возможности, воспитать личность и внести свой вклад в развитие общества.

## Степени и пояса
В кудо всего 10 ученических ступеней: с 10 по 5 кю — гакусэй (яп. 学生, ученик), с 4 по 1 кю — сэмпай (яп. 先輩, старший ученик) — и 10 мастерских. Каждой ступени соответствует носимый учеником или мастером пояс. Все пояса имеют ширину 4 см, длину в зависимости от размера владельца и специальную эмблему кудо на одном из концов пояса. Полосы на ученических поясах располагаются на расстоянии 3 см от эмблемы и имеют ширину 5 мм.
Цвет поясов в кудо официально утверждён Азумой Такаси и не полностью совпадает с цветом поясов в других школах:
- Мастерские пояса

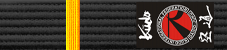
Черный пояс, 1 дан кудо
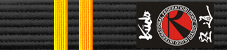
Черный пояс, 2 дан кудо
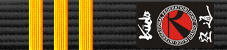
Черный пояс, 3 дан кудо
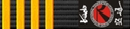
Черный пояс, 4 дан кудо
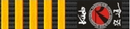
Черный пояс, 5 дан кудо
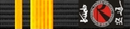
Черный пояс, 6 дан кудо
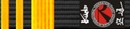
Черный пояс, 7 дан кудо
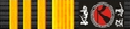
Черный пояс, 8 дан кудо
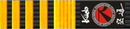
Черный пояс, 9 дан кудо
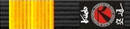
Черный пояс, 10 дан кудо

Цветные пояса кудо

Мастерские пояса имеют такие же параметры, как и ученические. Но в отличие от ученических они все до 10 дана включительно — чёрные. На каждом из них иероглифами вышивается фамилия и имя владельца пояса, название школы и золотые полоски, соответствующие дану владельца. Других поясов члены KIF не носят.
Мастерские пояса изготавливаются в специальной мастерской в Токио по заказу гранд-мастера Адзума Такаси

## Международные турниры
Основные международные соревнования — чемпионат мира по кудо и Кубок мира по кудо, а также чемпионаты континентов (Европа, Азия, Америка, Африка).

### Чемпионаты мира по кудо
По состоянию на декабрь 2018 года прошло пять чемпионатов мира по кудо.
| № | Год          | Страна | Турнир                          |
| - | ------------ | ------ | ------------------------------- |
| 1 | 2001 ноябрь  | Япония | Открытый чемпионат мира по кудо |
| 2 | 2005 ноябрь  | Япония | Чемпионат мира                  |
| 3 | 2009 ноябрь  | Япония | Чемпионат мира                  |
| 4 | 2014 ноябрь  | Япония | Чемпионат мира                  |
| 5 | 2018 декабрь | Япония | Чемпионат мира                  |

## Сравнение кудо с другими боевыми единоборствами
| Сравнительная характеристика боевых единоборств, распространённых на территории России и других постсоветских государств | Сравнительная характеристика боевых единоборств, распространённых на территории России и других постсоветских государств | Сравнительная характеристика боевых единоборств, распространённых на территории России и других постсоветских государств | Сравнительная характеристика боевых единоборств, распространённых на территории России и других постсоветских государств | Сравнительная характеристика боевых единоборств, распространённых на территории России и других постсоветских государств |
| | Кудо | Армейский рукопашный бой                                                                                                 | Боевое самбо | Косики карате |
| --- | --- | --- | --- | --- |
| Исходный стиль | кёкусинкай, дзюдо, тайский бокс                                                                                          | самбо, различные боевые искусства азиатского происхождения, бокс                                                         | дзюдо, бокс, куреш, джиу-джитсу                                                                                          | карате сёрейдзи-рю, сёрин-рю, сёриндзи-кэмпо и сёриндзи-рю                                                               |
| Год создания | 1981 | 1979 | 1938 | 1970 |
| Год создания | начала свою работу первая школа кудо                                                                                     | состоялся первый чемпионат Воздушно-десантных войск по АРБ                                                               | самбо внесено в официальный перечень видов спорта                                                                        | начала свою работу первая школа косики карате                                                                            |
| Страна | Япония | СССР | СССР | Япония |
| Изначальное предназначение                                                                                               | спорт | выживание бойца в условиях боевых действий при рукопашной схватке (для военнослужащих)                                   | задержание и нейтрализация преступников, диверсантов и террористов (для сотрудников органов внутренних дел)              | спорт |
| Создатели | Адзума Такаси | энтузиасты боевых искусств и спортивные инструкторы ВДВ ВС СССР при содействии Василия Маргелова                         | Анатолий Харлампиев , Василий Ощепков , Виктор Спиридонов                                                                | Эйити Эригути и Масаёси Кори Хисатака                                                                                    |
| Доступность гражданским лицам                                                                                            | с момента создания | с 1995 года | с 1994 года | с момента создания |
| Организации, развивающие в России                                                                                        | Федерация КУДО России | Федерация армейского рукопашного боя России и Спортивная федерация армейского рукопашного боя                            | Всероссийская федерация самбо и Федерация боевого самбо России                                                           | Федерация косики карате России, Всероссийский союз контактного карате                                                    |
| Соревновательная форма                                                                                                   | кудоги белого и синего цвета (сертифицированные KIF)                                                                     | кимоно белого цвета с длинными рукавами                                                                                  | самбовки красного и синего цвета (сертифицированные ВФСР)                                                                | карате-ги с синими и красными полосами (сертифицированные ВСКК)                                                          |
| Удары руками и ногами в полный контакт                                                                                   | разрешены | разрешены с ограничениями                                                                                                | разрешены | разрешены с ограничениями                                                                                                |
| Бросковая и борцовская техника                                                                                           | разрешена с ограничениями                                                                                                | разрешена | разрешена | разрешена с ограничениями                                                                                                |
| Болевые приёмы на ноги                                                                                                   | разрешены | разрешены | разрешены | запрещены |
| Болевые приёмы на кисти рук                                                                                              | запрещены | запрещены | запрещены | запрещены |
| Болевые в стойке | запрещены | запрещены | разрешены | запрещены |
| Удушающие приёмы | разрешены | разрешено с ограничениями                                                                                                | разрешены | запрещены |
| Добивание в партере | разрешено с ограничениями                                                                                                | разрешено с ограничениями                                                                                                | разрешено | разрешено с ограничениями                                                                                                |
| Удары головой | разрешены | разрешены | разрешены | запрещены |
| Использование шлема | закрытый, с пластиковым забралом (только марки «Neo head Guard»)                                                         | закрытый, с решетчатым забралом                                                                                          | открытый, без забрала | закрытый, с пластиковым забралом (только марки «Super Safe»)                                                             |
| Использование протектора (кирасы)                                                                                        | обязательно женщинам и детям (сертифицированный KIF)                                                                     | обязательно для всех бойцов                                                                                              | обязательно женщинам | обязательно для всех бойцов (сертифицированный ВСКК)                                                                     |
| Использование щитков на голени                                                                                           | обязательно женщинам и детям                                                                                             | обязательно для всех бойцов                                                                                              | обязательно для всех бойцов                                                                                              | женщинам по желанию |
| Используемые перчатки, накладки                                                                                          | тонкие войлочные сапоты без наполнителя                                                                                  | перчатки или краги не менее 8 унций с открытыми пальцами                                                                 | перчатки не менее 8 унций с открытыми пальцами                                                                           | тонкие войлочные сапоты без наполнителя                                                                                  |
| Оценки за ударную технику                                                                                                | оценивается техника, причинившая ущерб                                                                                   | оценивается любое точное действие                                                                                        | оценивается только нокдаун/нокаут                                                                                        | оценивается техника по зачётным зонам                                                                                    |
| Оценки за бросковую технику                                                                                              | оцениваются амплитудные броски, после проведения которых атакующий остался в стойке                                      | оцениваются все сваливания и броски независимо от амплитуды                                                              | оцениваются правильно проведенные броски с последующим контролем атакуемого                                              | оцениваются правильно проведенные броски с последующем контролем и обозначением добивания (киме)                         |
| Оценки за действия в партере                                                                                             | оценивается обозначение добивания (кимэ)                                                                                 | не оценивается | оцениваются борцовские действия                                                                                          | оценивается обозначение добивания (кимэ)                                                                                 |
| Нокауты/нокдауны | оцениваются последовательным присвоением оценки юко (нокдаун)->ваза-ари (нокдаун)->иппон (нокаут)                        | судья «пускает счет». Не более 2-х нокдаунов за бой                                                                      | судья «пускает счет». Не более 2-х нокдаунов за бой                                                                      | оцениваются последовательным присвоением оценок ваза-ари (нокдаун)->иппон (нокаут)                                       |
| При отсутствии/равенстве очков победа отдается                                                                           | бойцу, преобладавшему в ударной технике                                                                                  | бойцу, преобладавшему в бросковой технике                                                                                | бойцу, преобладавшему в бросково-борцовской технике                                                                      | бойцу, преобладавшему в ударной технике                                                                                  |
| Технические действия оцениваются                                                                                         | боковыми судьями открыто, путём выбрасывания флажков                                                                     | боковыми судьями тайно, путём ведения судейских записок                                                                  | боковыми судьями тайно, путём ведения судейских записок                                                                  | боковыми судьями открыто, путём выбрасывания флажков                                                                     |
| Система оценок | японская система (кока, юко, ваза-ари, иппон)                                                                            | балльная система (точное техническое действие — балл)                                                                    | балльная система (точное техническое действие — балл)                                                                    | японская система (ваза-ари, иппон)                                                                                       |
| Профессиональная разновидность                                                                                           | есть | нет | есть | нет |
| Чемпионаты мира | проводятся | нет | проводятся | проводятся |
| Категории бойцов | коэффициент: рост+вес | вес | вес | вес |